# Pseudoboodon gascae
Pseudoboodon gascae — вид змій родини Lamprophiidae. Мешкає в Ефіопії і Еритреї.

## Поширення і екологія
Pseudoboodon gascae відомі з кількох місцевостей, розташованих на Ефіопському нагір'ї. Вони живуть в акацієвих саванах, лісах та на високогірних луках. Зустрічаються на висоті від 1500 до 2450 м над рівнем моря.